# 松平親盈
松平 親盈（まつだいら ちかみつ）は、豊後杵築藩の第5代藩主。能見松平家11代。

## 略伝
第4代藩主・松平親純の長男。元文4年（1739年）、父の死去により家督を継ぐ。藩財政を再建するために銀札を発行し、倹約令を出したが、宝暦年間に凶作が相次いだため、効果はほとんどなく、むしろ藩財政は悪化していった。明和4年（1767年）8月14日、長男の親貞に家督を譲って隠居し、寛政12年（1800年）12月26日に75歳で死去した。